# Чернов Микола Васильович
Мико́ла Васи́льович Черно́в (нар. 18 листопада 1919 року) — засновник і перший начальник Кременчуцького льотного училища Цивільного повітряного флоту, педагог-новатор, методист-практик світового рівня, Заслужений пілот СРСР.

## Біографія
Микола Чернов народився 18 листопада 1919 року в селищі Дугна Калузької області Російська Федерація. Після закінчення школи у 1938 році  вступає до Красноярського лісотехнічного інституту, одночасно відвідує заняття в аероклубі, в якому закінчив навчання за фахом «пілот».
Друга світова війна застала Миколу Чернова на четвертому курсі інституту. Микола Васильович за рішенням військкомату був направлений в Іркутську військову школу авіаційних механіків (ІВШАМ). Згодом він випускник, а невдовзі — пілот-інструктор Ісіль-Кульської військової льотної школи. У жовтні 1945 року приймається рішення перебазувати Ісіль-Кульську військову льотну школу з міста Ісилькуль до міста Сасово. З цього часу школа почала іменуватися як Сасовська авіашкола початкового навчання пілотів Цивільного Повітряного Флоту (ЦПФ).
Миколою Черновим у Сасовській авіашколі ЦПФ було покладено початок освоєння підготовки пілотів для зовсім незвичайних і принципово нових літальних апаратів. Це були перші вітчизняні серійні гвинтокрилі повітряні судна. Успішна організаційна та методична робота талановитого фахівця спонукала авіаційне керівництво галузі направити Миколу Чернова на навчання до Вищого авіаційного училища в Ленінграді (1956—1960 роки) (надалі Академія цивільної авіації).
У 1960 році за рішенням Ради Міністрів СРСР на базі розформованого Кременчуцького військового авіаційного училища льотчиків початкового навчання створене Кременчуцьке льотне училище цивільної авіації. Попередні події у світі змусили радянський уряд ввести вертольотобудування до числа трьох пріоритетних програм, нарівні з атомною і ракетною.
У Кременчуці створюється потужна матеріально-технічна база, сформована унікальна інфраструктура, навчальний процес базується на найбільш передових досягненнях і технологіях. Крім цього, постійно оновлюється парк повітряних суден, забезпечується їх технічне обслуговування, розміщаються аеродроми і служби їх забезпечення. Капітальне будівництво, розвиток спортивної бази, будівництво житлових будинків, організація роботи 5-ти авіаційних загонів і ще багато іншого стало заслугою його діяльності.
Під його керівництвом Кременчуцьке льотне училище стає однією із основних кузень льотних кадрів Радянського Союзу та 80-ти країн світу та отримує світову популярність.
Володіючи природним розумом, високою освіченістю, твердістю, наполегливістю і талантом керівника — М. В. Чернов зумів в найкоротші, відведені урядом терміни, сформувати кадровий кістяк училища з командирів, пілотів-інструкторів, викладачів ВАУПОЛ, підготувати навчальну базу.
Унікальне у світовій практиці, Кременчуцьке Ордена Дружби Народів льотне училище цивільної авіації в найжорстокішій конкуренції з вертолітними школами провідних вертолітних держав накопичило універсальний досвід у справі підготовки і перепідготовки вертолітних кадрів і посіло одне з провідних місць у світі.
Кременчуцьке льотне училище стало тією льотною та навчально-методичною організацією. Яка почала вирішувати завдання з узагальнення та вироблення єдиної методики в організації льотної роботи, навчанні та техніці виконання польотів на вертольотах цивільної авіації з метою забезпечення їх безпеки.
Найбільшого свого розвитку Кременчуцьке льотне училище цивільної авіації досягло у роки, коли ним керував Микола Васильович Чернов.
Були створені 1 і 2 авіаційні загони, (аеродром Велика Кохнівка). У жовтні з Сасовського льотного училища був переведений льотний загін з вертольотами Мі-1, Мі-4, Ка-15. Він стає 3-им авіаційним загоном (аеродром Глобино).
1 вересня 1960 року у КЛУ ЦПФ почався навчально льотний процес з підготовки пілотів Мі-4 з терміном навчання 2 роки 10 місяців і перепідготовки пілотів вертольотів на Мі-1, Мі-4, Ка-15.
Відбувається освоєння і масове впровадження нової авіаційної техніки: вертольотів Мі-2, Мі-6, Мі-8, для підготовки пілотів літака Ан-2 формуються 4-ий і 5-ий авіазагони.
Поряд з навчальним процесом, широкими масштабами ведеться житлове будівництво, створюється нова і вдосконалюється стара інфраструктура на аеродромах Кохнівка, Глобине, Градизьк, Козельщина.
Випуск курсантів досягає 1000 чол. на рік, перепідготовка до 2000 чол. на рік. Всі ці пілоти під час навчання літали! У 1975 році фактичний наліт у годинах складає 65 432 години. Слід зазначити — льотна робота ведеться без важких авіаційних подій на 10 типах повітряних суден: літаки Як-18А, Ан-2, вертольотах КА-15, Ка-26, Мі-1, Мі-2, Мі-4, Мі-6, Мі-10, Мі-8.
За період керівництва Миколи Чернова Кременчуцьким льотним училищем (1960 — 1975 роки) випущено 8406 пілотів, підготовлено та перепідготовлено  за даний період 18 252 пілотів.
Микола Чернов підготував цілу плеяду талановитих учнів і послідовників, а це практично весь наступний командно-льотний склад Кременчуцького училища.
У 1980 році Микола Чернов пішов на пенсію.
Ім'я Заслуженого пілота СРСР Миколи Васильовича Чернова вписано золотими літерами в історію всесвітньої авіації. Цей напис повністю з великих літер зробили його курсанти, які удостоїлись високих звань Героїв Радянського Союзу, Героїв Соціалістичної Праці, Заслужених пілотів СРСР, Заслужених льотчиків-випробувачів СРСР, видатні керівники авіації багатьох країн світу і ще 50296 авіафахівців, які за п'ятдесят шість років пройшли через створений ним колектив, ставши гідними людьми, висококваліфікованими фахівцями, продовжувачами справи свого видатного Вчителя.
Помер у 2000 році.

## Вшанування пам'яті

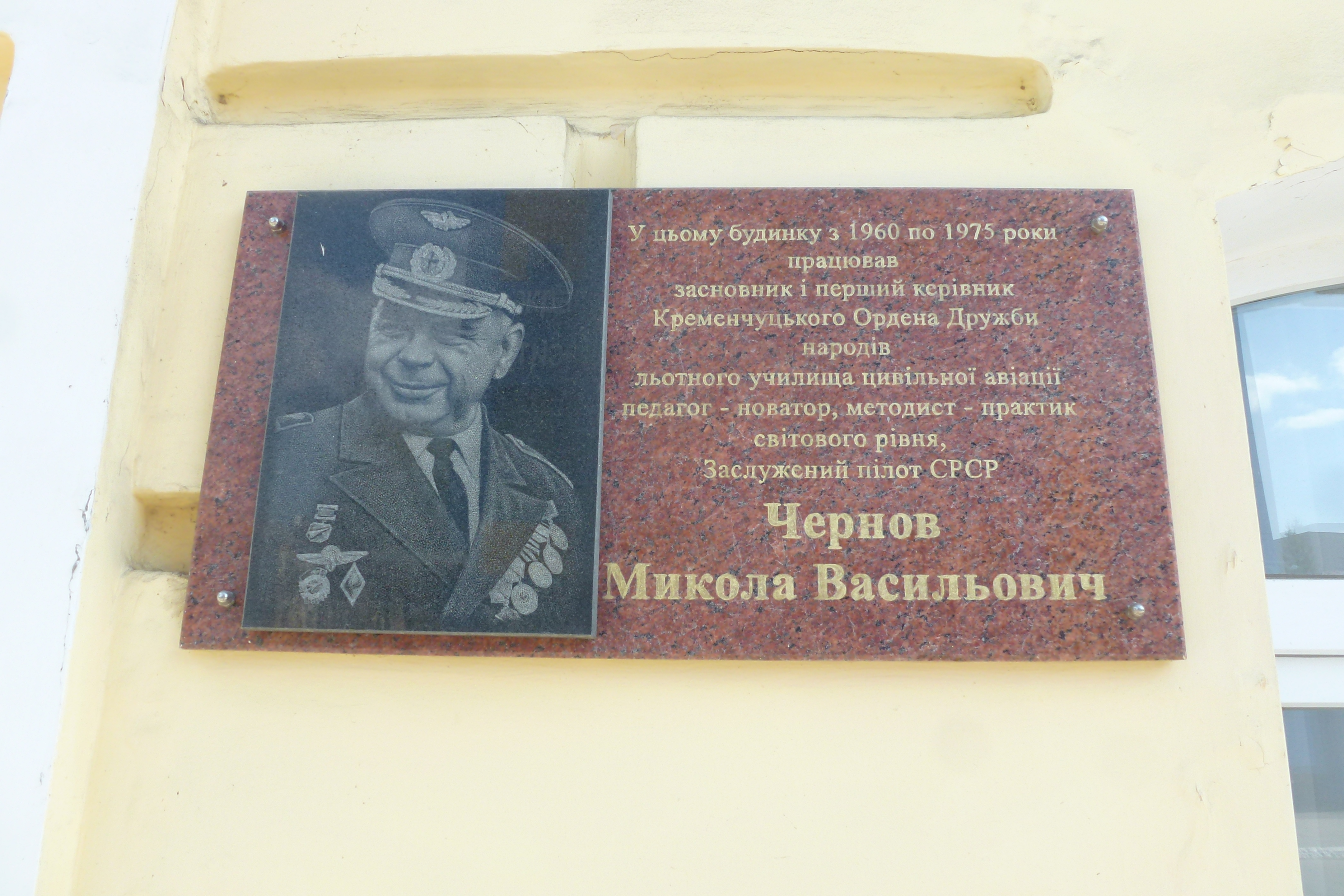
Меморіальна дошка засновникові Кременчуцького льотного коледжу М. Чернову

9 вересня 2011 року на фасаді Кременчуцького льотного коледжу Харківського національного університету внутрішніх справ було відкрито меморіальну дошку засновникові Кременчуцького льотного коледжу Миколі Чернову.